# John van der Wiel
John van der Wiel (ur. 9 sierpnia 1959 w Lejdzie) – holenderski szachista, arcymistrz od 1982 roku.

## Kariera szachowa

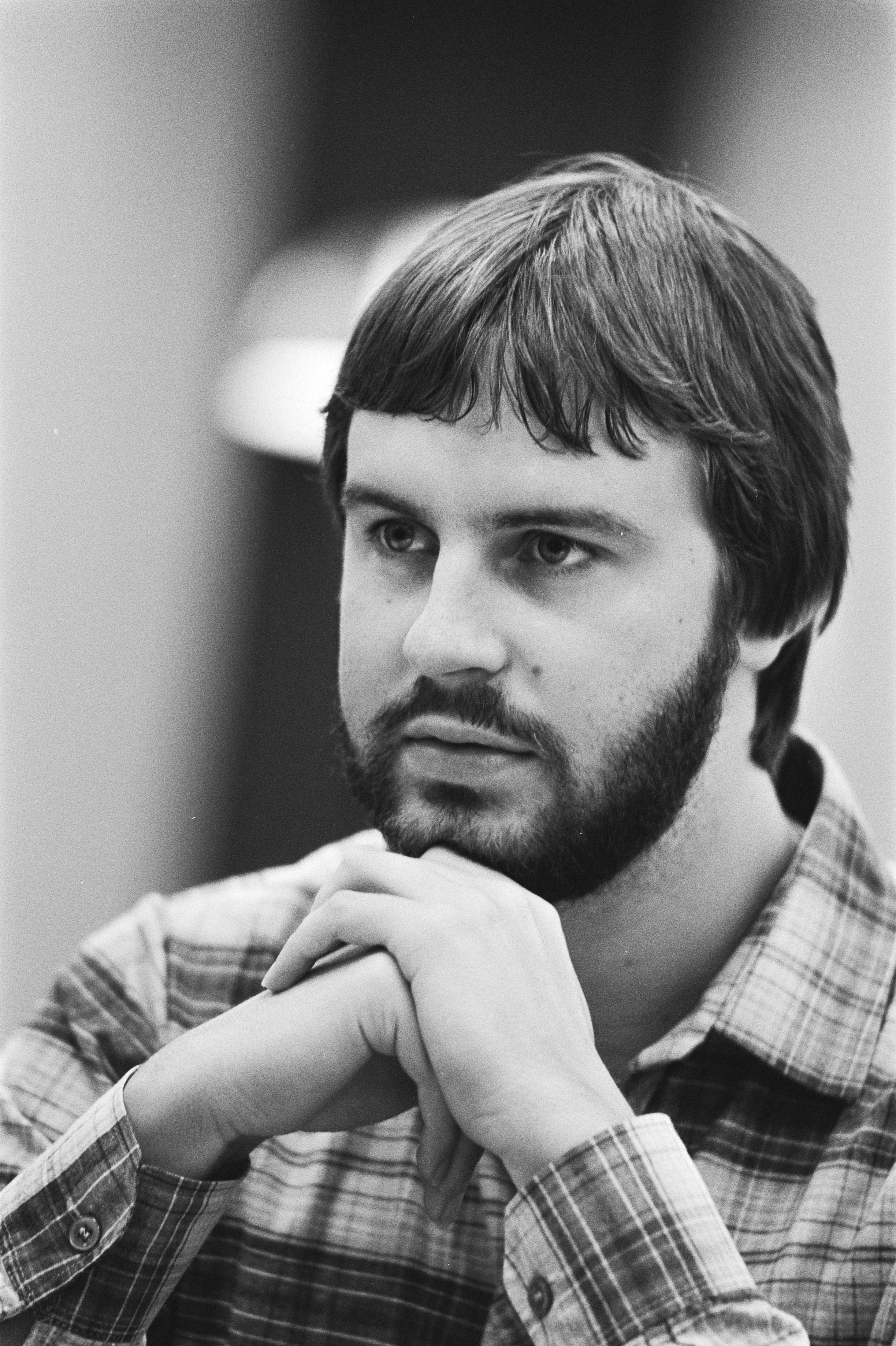
John van der Wiel, Tilburg 1983

Pierwszy międzynarodowy sukces odniósł na przełomie 1978 i 1979 roku, zwyciężając w mistrzostwach Europy juniorów do lat 20, rozegranych w Groningen. W latach 80. należał do ścisłej czołówki holenderskich szachistów i był podstawowym zawodnikiem reprezentacji kraju. Od roku 1980 do 1998 dziewięciokrotnie wystąpił na szachowych olimpiadach, w roku 1988 zdobywając wraz z drużyną brązowy medal. Oprócz tego, pięciokrotnie ([1983–2003) wziął udział w drużynowych mistrzostwach Europy, w roku 1992 w Debreczynie zdobywając brązowy medal za indywidualny wynik na II szachownicy. Dwukrotnie wystąpił w turniejach międzystrefowych (eliminacji mistrzostw świata): w roku 1982 w Moskwie zajął XI miejsce, natomiast w 1985 był bardzo bliski awansu do grona pretendentów, dzieląc w Biel/Bienne IV-VI miejsce wraz z Nigelem Shortem i Eugenio Torre. W dogrywce o jedno miejsce zdobył wraz z Shortem po 3½ pkt (Torre – 2 pkt), ale nie wywalczył awansu z powodu gorszej punktacji dodatkowej. Od roku 1979 do 2004 26 razy wystąpił w finałach mistrzostw Holandii, dwukrotnie (1984 i 1986) zdobywając tytuły mistrza kraju. Odniósł szereg turniejowych zwycięstw, m.in. w Wijk aan Zee (1981, turniej B), Nowym Sadzie (1982), Aarhus (1983), Ostendzie (1983), San Bernardino (1986), Ter Apel (1987), Amsterdamie (1987), Baden-Baden (1992, turniej B) i Elgoibarze (1998).
Najwyższy ranking w karierze osiągnął 1 stycznia 1987 r., z wynikiem 2590 punktów dzielił wówczas 16-19. miejsce na światowej liście FIDE, jednocześnie dzieląc 1. miejsce (wspólnie z Janem Timmanem) wśród holenderskich szachistów.